# David Zabriskie
David Zabriskie (Salt Lake City, 12 gennaio 1979) è un ex ciclista su strada statunitense, professionista dal 2000 al 2013.
È uno dei pochi corridori, e l'unico statunitense assieme a Tyler Farrar, ad aver vinto tappe al Giro d'Italia, al Tour de France e alla Vuelta a España. È uno dei pochissimi ciclisti professionisti ad aver adottato una dieta esclusivamente vegetale
Ha ammesso l'uso di doping durante il suo periodo all'US Postal, ai tempi di Lance Armstrong.

## Carriera
Corridore specializzato nelle cronometro e nelle corse di linea, Zabriskie diventa professionista con la 7Up-Colorado Cyclist nel 1999. Dopo essersi distinto in alcune cronometro, tra cui quella al Giro Baby del 2000, entra nella US Postal Service nel 2001. Dopo alcuni incidenti fisici, ritorna in forma nel 2004 e vince una tappa (non a cronometro) alla Vuelta a España.
Entra quindi nel 2005 nella Team CSC; vince una tappa al Giro d'Italia 2005 e la prima crono (di solo 19 km) del Tour de France 2005, diventando quindi il terzo statunitense dopo Greg LeMond e Lance Armstrong ad indossare la maglia gialla. Nel prologo distanzia Armstrong di 2 secondi chiudendo la frazione ad una velocità media di 54,676 km/h. Tiene la maglia gialla fino alla quarta tappa, quando cade poco prima dell'arrivo nella cronometro a squadre causando una mancata vittoria alla CSC. A causa della caduta, abbandona alla nona tappa.
Nel 2006 continua la sua avventura nella CSC, ma non riesce a ripetere i buoni risultati dell'anno precedente, deludendo soprattutto nelle cronometro, la sua specialità. Al mondiale ciclistico di Salisburgo però si riscatta parzialmente terminando secondo nella prova a cronometro vinta da Fabian Cancellara e aggiudicandosi così la medaglia d'argento.
Dal 2008 veste la divisa del Team Garmin-Slipstream, squadra in precedenza nota come Slipstream-Chipotle. Nel 2009 ha vinto la sua prima corsa a tappe in carriera, il Tour of Missouri.
Al termine della stagione 2013 annuncia il ritiro dall'attività agonistica.

## Palmarès
- 1999 (Nutra Fig)

Tour of Willamette
5ª tappa, 1ª semitappa Giro delle Regioni (Lamporecchio > Firenze, cronometro)
- 2000 (7Up - Colorado Cyclist, tre vittorie)

Campionati statunitensi, Prova a cronometro
Campionati statunitensi, Prova a cronometro Under-23
GP des Nations U23
- 2002 (US Postal Service, una vittoria)

1ª tappa Sea Otter Classic
- 2004 (US Postal Service)

11ª tappa Vuelta a España (San Vicente del Raspeig > Caravaca de la Cruz)
Campionati statunitensi, Prova a cronometro
- 2005 (CSC ProTeam)

8ª tappa Giro d'Italia (Lamporecchio > Firenze, cronometro)
1ª tappa Tour de France (Fromentine > Noirmoutier-en-l'Île, cronometro)
- 2006 (CSC ProTeam, una vittoria)

Campionati statunitensi, Prova a cronometro
Prologo Critérium du Dauphiné Libéré (Annecy > Annecy, cronometro)
3ª tappa Critérium du Dauphiné Libéré (Bourg-de-Péage > Bourg-de-Péage, cronometro)
- 2007 (CSC ProTeam, una vittoria)

Campionati statunitensi, Prova a cronometro
- 2008 (Team Garmin - Chipotle, una vittoria)

Campionati statunitensi, Prova a cronometro
- 2009 (Team Garmin - Slipstream, tre vittorie)

5ª tappa Tour of Missouri (Sedalia > Sedalia, cronometro)
Classifica generale Tour of Missouri
Campionati statunitensi, Prova a cronometro
- 2010 (Team Garmin - Transitions, una vittoria)

3ª tappa Tour of California (San Francisco > Santa Cruz)
- 2011 (Team Garmin - Cervélo, tre vittorie)

4ª tappa Tour de Romandie (Aubonne > Signal-de-Bougy)
6ª tappa Tour of California (Solvang > Solvang, cronometro)
Campionati statunitensi, Prova a cronometro
- 2012 (Garmin Sharp, tre vittorie)

1ª tappa Tour de Langkawi (Putrajaya > Putrajaya, cronometro)
5ª tappa Tour of California (Bakersfield > Bakersfield, cronometro)
Campionati statunitensi, Prova a cronometro

### Altri successi
- 2003 (US Postal Service)

Classifica giovani Quattro giorni di Dunkerque
- 2004 (US Postal Service)

1ª tappa Vuelta a España (Leon > Leon)
- 2005 (CSC ProTeam)

4ª tappa Tour Méditerranéen (Bouc-Bel-Air > Berre-l'Etang, cronosquadre)
Criterium di Morgan Hill 
- 2006 (CSC ProTeam)

1ª tappa, 2ª semitappa Settimana Internazionale di Coppi e Bartali (Misano Adriatico, cronosquadre)
Eindhoven Team Time Trial (Cronosquadre)
- 2007 (CSC ProTeam)

Eindhoven Team Time Trial (Cronosquadre)
- 2008 (Team Garmin - Chipotle)

1ª tappa Giro delle Bahamas
4ª tappa Tour of Georgia (Atlanta, cronosquadre)
1ª tappa Giro d'Italia (Palermo, cronosquadre)
- 2011 (Team Garmin-Cervélo)

2ª tappa Tour de France (Les Essarts, cronosquadre)
- 2012 (Garmin-Sharp)

2ª tappa Tour of Utah (cronosquadre, Miller Motorsports Park)

## Piazzamenti

### Grandi Giri
- Giro d'Italia

2005: 104º
2007: 58º
2008: ritirato (2ª tappa)
2009: 148º
- Tour de France

2005: ritirato (9ª tappa)
2006: 74º
2007: fuori tempo (11ª tappa)
2009: 73º
2010: 98º
2011: ritirato (9ª tappa)
2012: 100º
- Vuelta a España

2002: 120º
2004: ritirato (17ª tappa)
2010: non partito (18ª tappa)

### Classiche monumento
- Giro delle Fiandre

2001: ritirato
2002: ritirato
- Giro di Lombardia

2008: ritirato
2013: ritirato

### Competizioni mondiali
- Campionati del mondo

San Sebastian 1997 - Cronometro Juniores: 4º
San Sebastian 1997 - In linea Juniores: 109º
Valkenburg 1998 - Cronometro Under-23: 11º
Plouay 2000 - Cronometro Under-23: 4º
Verona 2004 - Cronometro: 5º
Salisburgo 2006 - Cronometro: 2º
Stoccarda 2007 - Cronometro: 12º
Stoccarda 2007 - In linea: ritirato
Varese 2008 - Cronometro: 3º
Varese 2008 - In linea: ritirato
Melbourne 2010 - Cronometro: 8º
Melbourne 2010 - In linea: ritirato
Toscana 2013 - Cronosquadre: 8º
- Giochi olimpici

Pechino 2008 - In linea: ritirato
Pechino 2008 - Cronometro: 12°